# Дефектометрія
Дефектометрія (рос. дефектометрия, англ. defectometry; нім. Defektometrie f) — визначення типу, розмірів та орієнтації дефектів (ДСТУ 2865-94). 
Поширення набула ультразвукова дефектоскопія. Метрологічні основи ультразвукової дефектометрії створив український вчений Віталій Пилипович Давиденко з Інституту електрозварювання імені Євгена Патона НАН України.